# Nikolaikirche (Leipzig)
De Nikolaikirche is met de Thomaskirche de bekendste kerk van de Duitse stad Leipzig. De kerk was het centrale punt van de vreedzame revolutie met demonstraties in de DDR in de herfst van 1989 die de val van de Berlijnse Muur en de Duitse hereniging als gevolg had. Deze revolutie staat bekend als de Maandagdemonstraties 1989/1990 in de DDR. Het interieur is een fraai voorbeeld van het classicisme.

## Geschiedenis en bouw
De kerk voor stad en parochie St. Nikolai werd in romaanse stijl gebouwd nadat Leipzig in 1165 stadsrechten en marktrecht verkregen had. Aan de westkant van de kerk is de romaanse oorsprong nog zichtbaar. In de 15e en 16e eeuw volgden uitbreidingen en uiteindelijk de ombouw tot een gotische hallenkerk met drie beuken.
In 1452 kreeg de Nikolaikirche haar eerste klok, de Hosanna, met afbeeldingen van de gekruisigde Christus en de vier evangelisten, van Sint Maarten en van de beschermheilige van deze kerk, Nicolaas van Myra. De klok luidde niet alleen de eredienst in, maar werd ook gebruikt als brandalarm.
Op 25 mei 1539 begon de kerkhervorming in Leipzig door prediking van de hervormers Justus Jonas de Oudere en Maarten Luther. Daardoor werd de kerk de zetel van de eerste kerkelijk opziener van de stad Johann Pfeffinger. Van 1784 tot 1797 werd het interieur door de Leipziger architect Johann Carl Friedrich Dauthe ingrijpend in classicistische stijl verbouwd. De schilderijen zijn van de hand van de Leipzigse Adam Friedrich Oeser.
Het orgel dateert uit 1862 en is voortgekomen uit een groot romantisch instrument van Friedrich Ladegast. In 1902-1903 werd het orgel verbouwd en uitgebreid. In 1986-1988 werd het orgel geëlektrificeerd.
In 1901-1902 werd de buitengevel verbouwd, maar ze behield haar laatgotische aanblik.
De demonstraties die in 1989 en 1990 in de DDR tegen het regime gehouden werden, kwamen voort uit het maandaggebed dat in de Nikolaikirche al sinds de tachtiger jaren plaatsvond en dat aanvankelijk door weinig mensen bezocht werd. In november 1982 werd in de Nikolaikirche voor het eerst openlijk een grote tafel neergezet met het symbool van Schwerter zu Pflugscharen (het symbool van de kritische Oost-Duitse vredesbeweging). Aan het eind van de tachtiger jaren gingen elke week tienduizenden, soms wel meer dan honderdduizend mensen de straat op en demonstreerden voor democratie, vrije verkiezingen, vrijheid om te reizen en Duitse eenheid.
De Nikolaikirche is eigendom van de lutherse kerk, maar is ook in gebruik bij een rooms-katholieke parochie.
Tot 30 maart 2008 was Christian Führer predikant van de Nikolaikirche. Hij werd opgevolgd door Bernhard Stief.

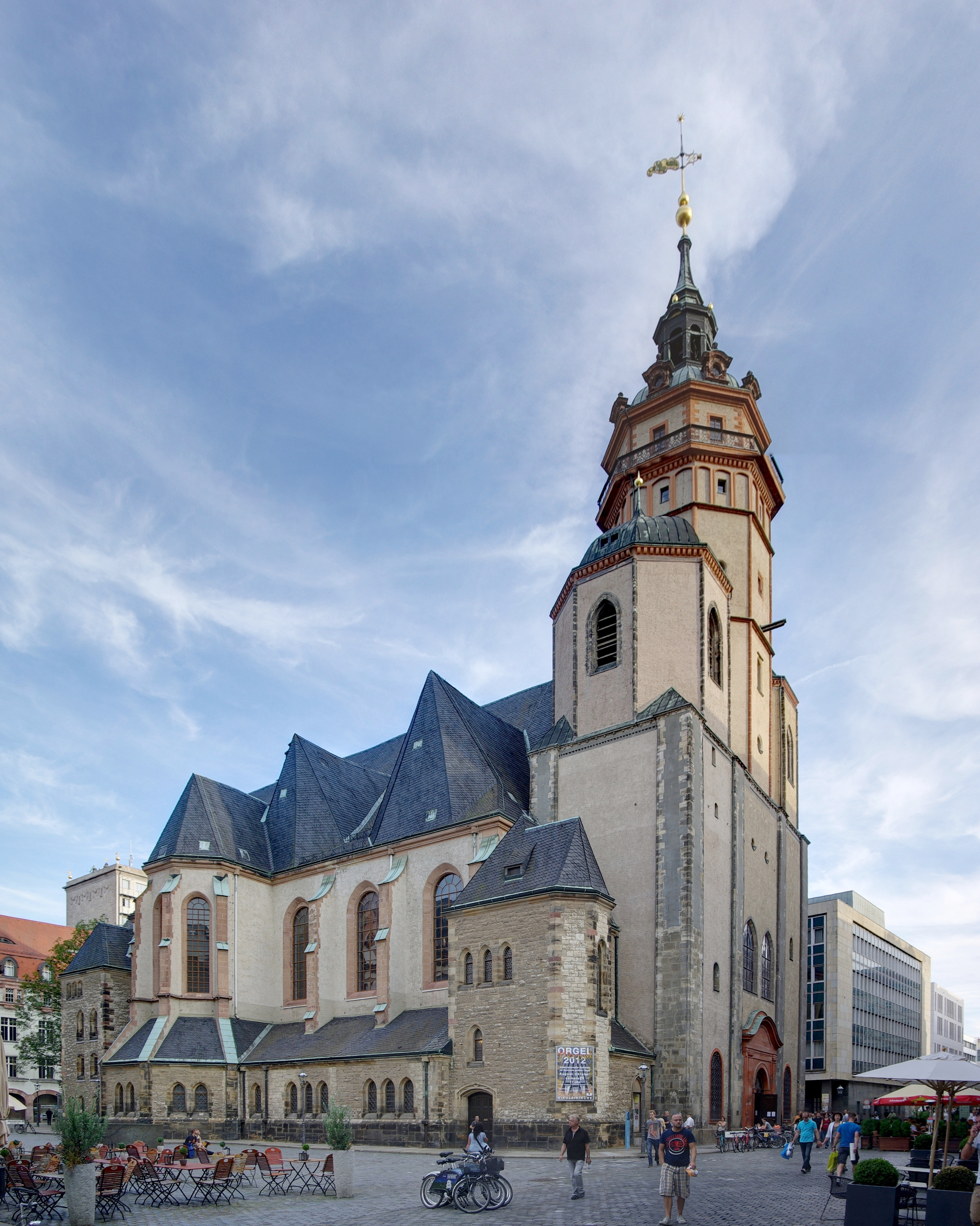
Westzijde met hoofdtoren
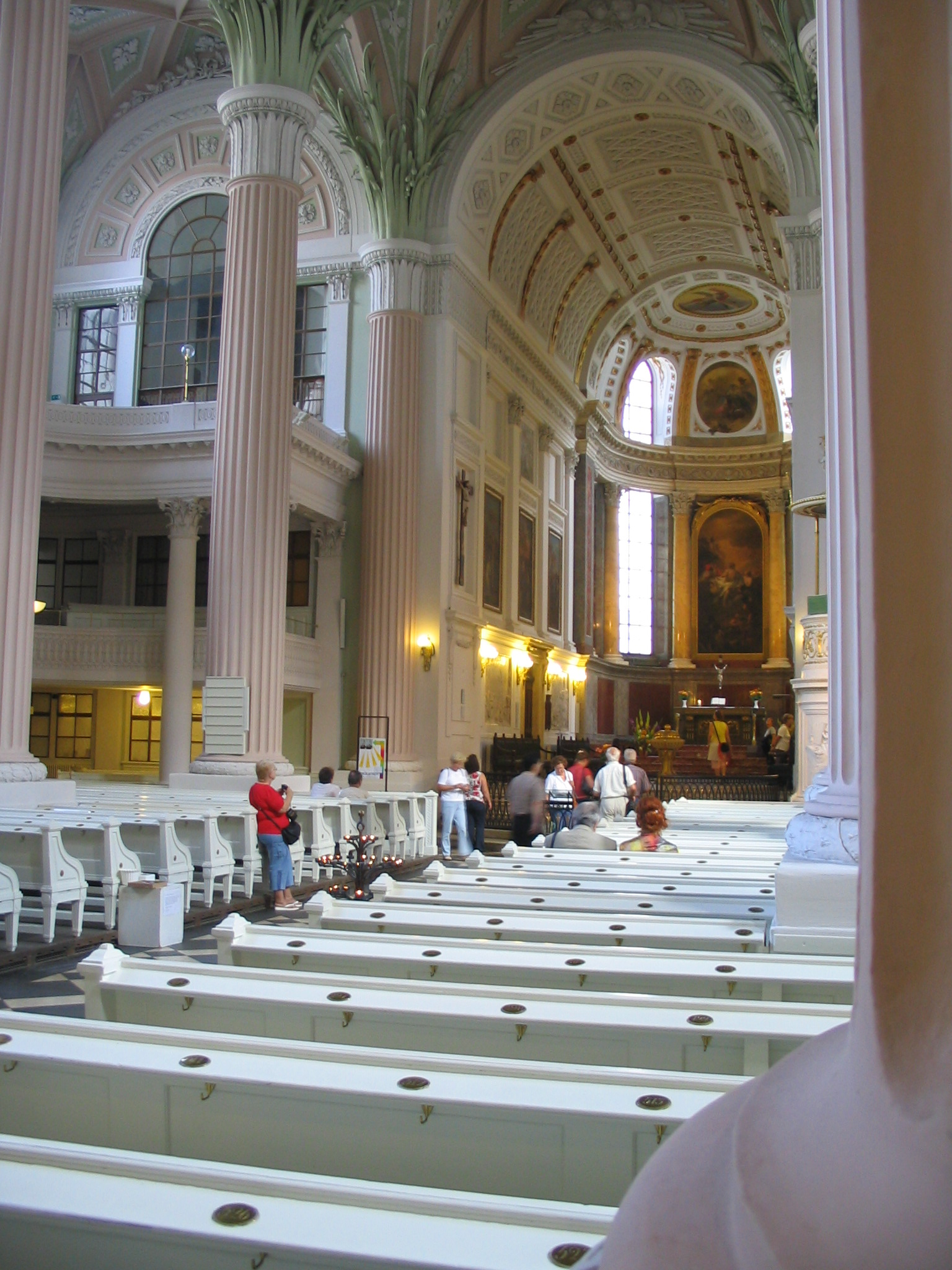
Interieur
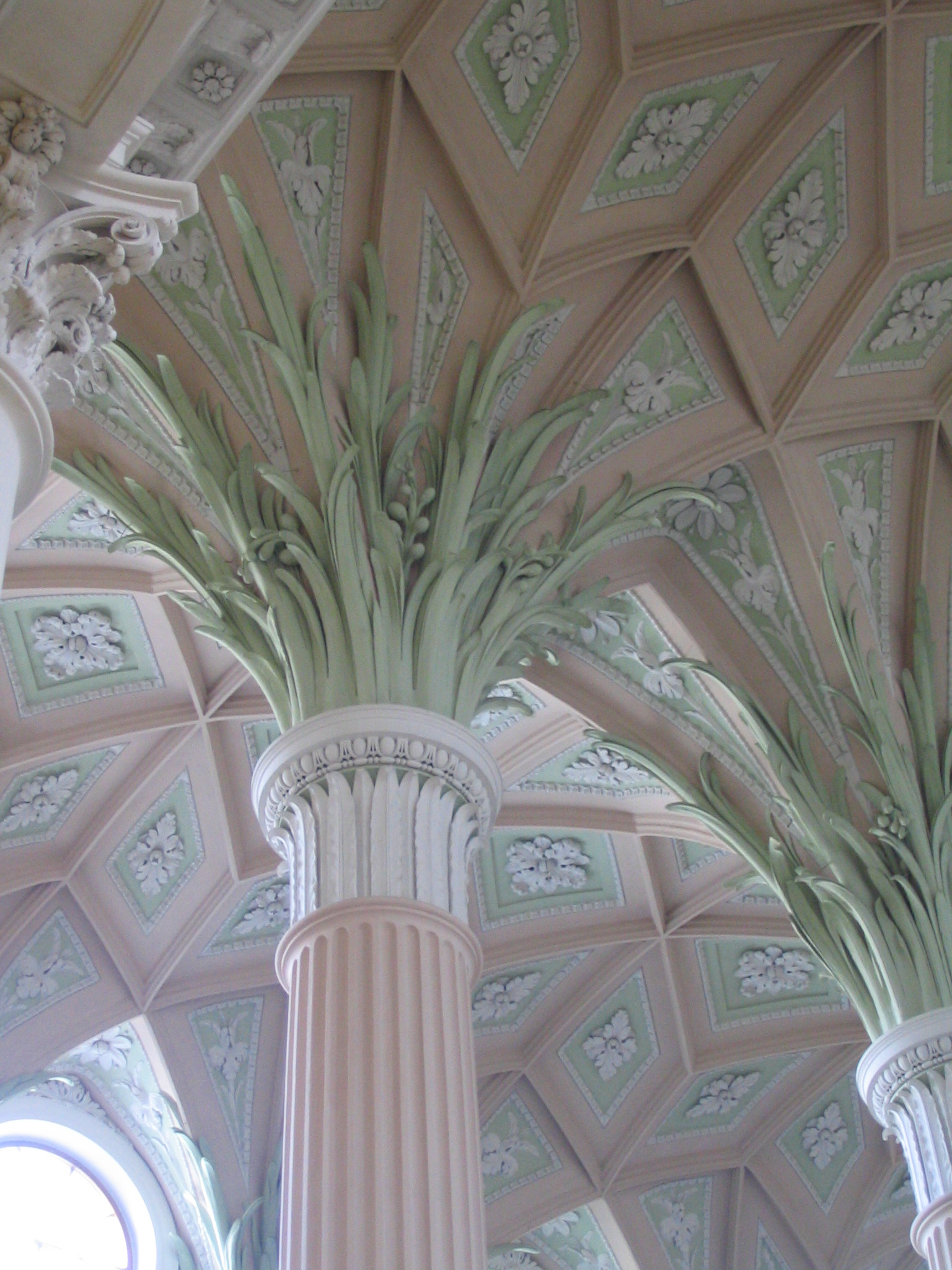
Zuilenkapiteel
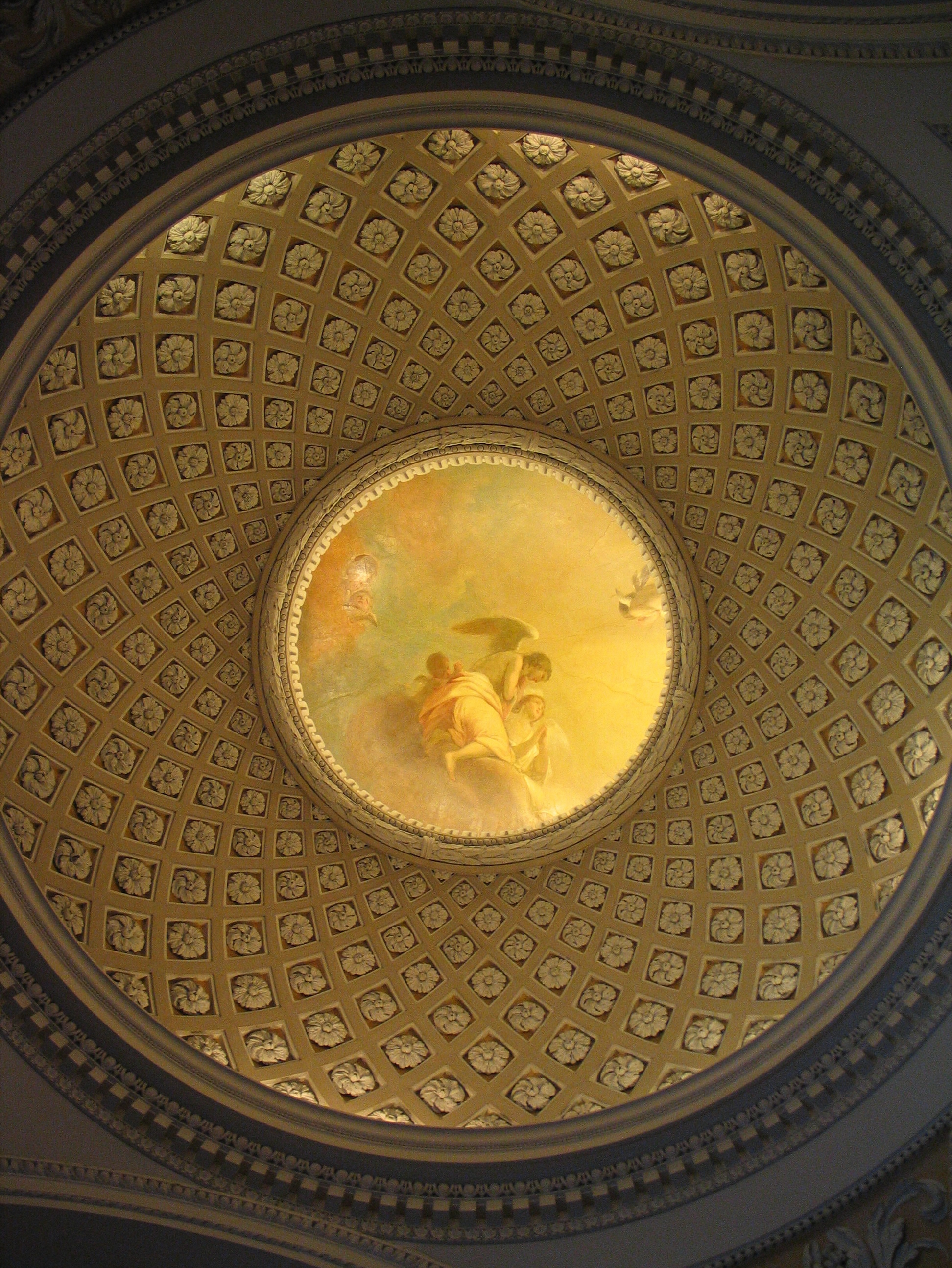
Plafondschildering van Adam Friedrich Oeser

## Bezienswaardigheden
- Graf van Petrus Mosellanus